# Paul Ricœur

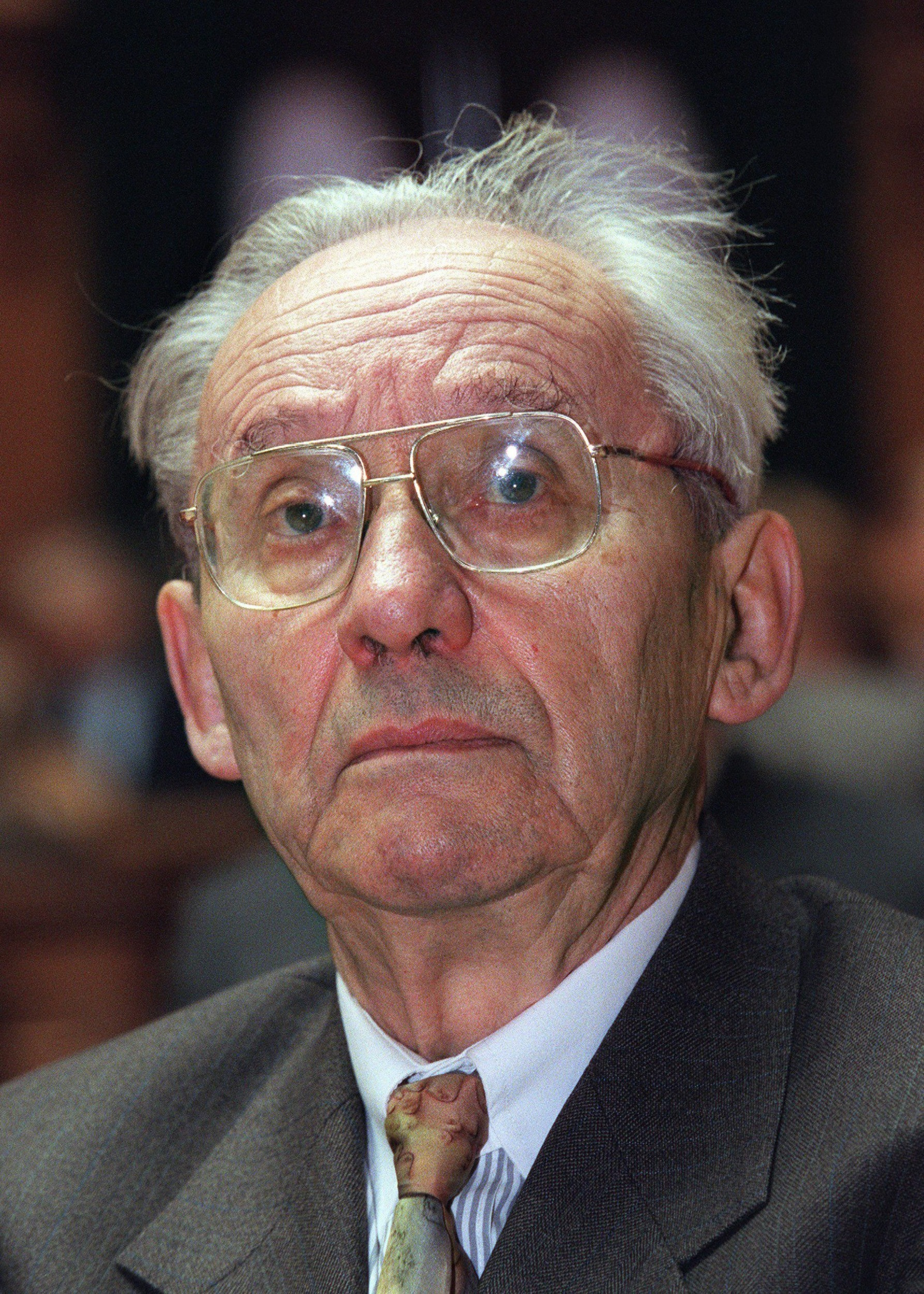
Paul Ricœur (1999)

Paul Ricœur (* 27. Februar 1913 in Valence; † 20. Mai 2005 in Châtenay-Malabry) war ein französischer Philosoph.
Ricœur beschäftigte sich vor allem aus phänomenologischer und psychoanalytischer Perspektive, in immer neuen Bewegungen hermeneutischen Erschließens, mit dem menschlichen Wollen; mit den Symbolen, in denen es sich ausdrückt; mit der sprachlichen Produktion in Dichtung und Erzählung und schließlich mit den Grundbegriffen der Geschichtswissenschaft. Sein Denken war stark von Gabriel Marcel, Edmund Husserl, Karl Jaspers, Martin Heidegger und Sigmund Freud beeinflusst, nahm aber ebenso die Anregungen verschiedener Spielarten des Strukturalismus und der angelsächsischen sprachanalytischen Philosophie auf.

## Leben und Werk

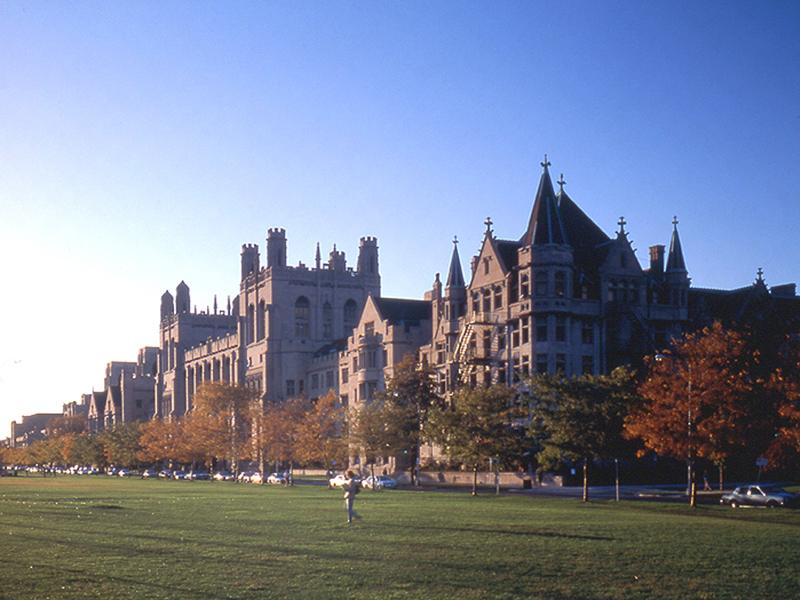
Die University of Chicago in den Vereinigten Staaten, wo Paul Ricœur von 1970 bis 1985 lehrte.

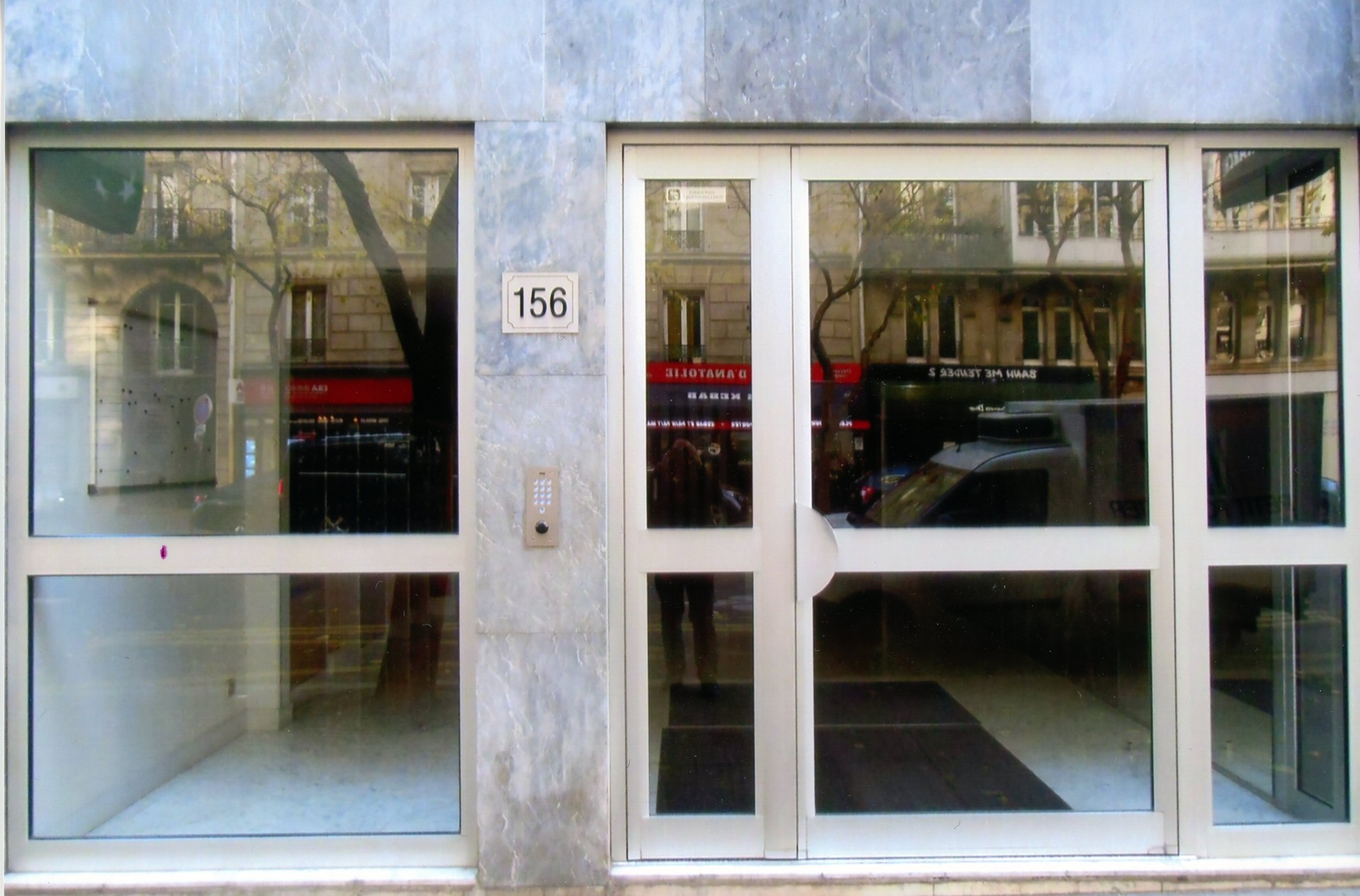
Zentrum für phänomenologische und hermeneutische Forschung des CNRS, geleitet von Paul Ricœur, in Paris.

Der als Sohn protestantischer Eltern geborene Ricœur wuchs als Waise bei seinen Großeltern in der Bretagne auf: Die Mutter war nach seiner Geburt gestorben und der Vater im Ersten Weltkrieg 1915 an der Front gefallen. Paul Ricœur studierte Philosophie in Rennes und 1934/35 an der Sorbonne, wo er Gabriel Marcel und die Phänomenologie Husserls kennenlernte. Nach erfolgreicher Agrégation (Zulassung zum Lehrdienst) heiratete er Simone Lejas und wurde Vater von fünf Kindern. Er unterrichtete zunächst Philosophie in Colmar und Lorient. 1939 wurde er eingezogen und kam rasch in Kriegsgefangenschaft, die er in Pommern verbrachte. In einer intellektuell anregenden Umgebung studierte er hier Karl Jaspers’ Philosophie und übersetzte Edmund Husserls Ideen I.
Nach dem Ende des Zweiten Weltkrieges unterrichtete Ricœur zunächst in Le Chambon-sur-Lignon, wo er auch den systematischen Teil seiner Thèse (Dissertation) vorbereitete: Le volontaire et l’involontaire, eine phänomenologische Beschreibung des Wollens. (Den historischen Teil bildete die ausführlich kommentierte Husserl-Übersetzung). 1948 bis 1957 lehrte er in Straßburg Geschichte der Philosophie. 1950 wurde er an der Sorbonne promoviert, 1957 erhielt er dort den Lehrstuhl für Allgemeine Philosophie. Er veröffentlichte regelmäßig in der personalistischen Zeitschrift Esprit, der er sich seit ihrer Gründung 1932 nahe fühlte, und in anderen christlich orientierten Periodika.
1960 setzte Ricœur seine Philosophie des Wollens mit zwei Bänden über Finitude et culpabilité (deutsch als Phänomenologie der Schuld erschienen) fort. Im zweiten analysiert er die Symbole des Bösen, die Sündenfallerzählungen in verschiedenen Kulturen. Im Anschluss widmete er sich in seinen Vorlesungen einer umfassenden Lektüre der Werke Sigmund Freuds und besuchte auch die Seminare Jacques Lacans. Dass er diesen trotzdem in seiner umfangreichen Darstellung von 1965, Die Interpretation. Ein Versuch über Freud, nicht behandelte, trug ihm die Verstimmung Lacans selbst und viel Kritik von dessen Schülern ein.
In seinem Buch Le conflit des interpretations (1969, deutsch Hermeneutik und Strukturalismus und Hermeneutik und Psychoanalyse) setzt er sich in zahlreichen Aufsätzen mit der Psychoanalyse, mit dem Strukturalismus und schließlich mit der philosophischen (Heidegger) und theologischen (Bultmann) Hermeneutik auseinander. Als universales Erklärungsmodell lehnt er den Strukturalismus zwar ab, besteht aber auf dem Eigenwert strukturaler Analysen als Teil der hermeneutischen Erschließung eines Problems.
1966 kam Ricoeur an die neu gegründete Universität Paris-Nanterre und wurde 1969 deren Rektor. Von diesem Amt trat er 1970 zurück, als der Staat infolge der Studentenproteste massiv in die Hochschulautonomie eingriff. Ricoeur stand in diesem Konflikt zwischen den Fronten, denn zugleich wurde er von Studenten angegriffen. Nach kurzer Lehrtätigkeit an der Katholischen Universität Löwen wurde er Lehrstuhlnachfolger Paul Tillichs an der University of Chicago, wobei er aber die Lehrtätigkeit in Paris mit Unterbrechungen beibehielt.
Die Auseinandersetzung mit der englischen und amerikanischen sprachanalytischen Philosophie, der er sich in seinen Chicagoer Jahren widmete, schlug sich zuerst in dem 1975 erschienenen Werk Die lebendige Metapher nieder, worin er die „poetische“ (im Sinn von: neue Bedeutungen schaffende) Funktion der Sprache behandelt. 1983 folgte anknüpfend an die Poetik des Aristoteles das dreibändige Opus Zeit und Erzählung, in dem er Gemeinsamkeiten in der Zeitlichkeit von Historiographie und Dichtung herausarbeitet.
Den Ertrag seiner zahlreichen „Umwege der Deutung“ für eine philosophische Anschauung des Menschen präsentierte er 1990 in der großen Studie Das Selbst als ein Anderer.
Auch nach der Emeritierung 1987 (Paris) und 1990 (Chicago) widmete sich Ricœur weiter geschichtsphilosophischen Untersuchungen im sprachlich-phänomenologischen Kontext. Die Debatte um „Gedächtnis“ und Gedächtniskultur bereicherte er mit dem im Jahre 2000 erschienenen Buch Gedächtnis, Geschichte, Vergessen aus historischer, erkenntnistheoretischer und phänomenologischer Sicht untersucht er darin das Problem des Erinnerns und den Zusammenhang mit dem (kulturellen) Gedächtnis.
Schließlich veröffentlichte er noch im Jahr vor seinem Tod Wege der Anerkennung über die Anerkennung als Grundlage sozialer Beziehungen.
Paul Ricœur gehörte mit den Historikern Reinhart Koselleck und Yosef Hayim Yerushalmi zu den Ersten, die Grundbegriffe der Geschichtswissenschaft in Verbindung mit der Erinnerungskultur zu untersuchen und den Mangel an Selbstreflexion der Historiographie herauszuarbeiten begannen.
Er war stets bemüht, als Vermittler zwischen den Kulturen und Denktraditionen im angelsächsischen, deutschen und französischen Sprachraum zu wirken.

## Würdigungen, Preise und Auszeichnungen
Am 27. Mai 2010 wurde in Paris eine Paul-Ricœur-Stiftung geschaffen. Der damalige Präsident Nicolas Sarkozy ehrte ihren Namensträger, indem er die Gründungsansprache hielt und dabei den Widerstandswillen des Geehrten hervorhob, auch durch den Bezug auf seinen zeitweiligen Wohnort Le Chambon-sur-Lignon, einen bekannten Ort von Judenrettern und dadurch auch der Résistance.
Emmanuel Macron, ab 2017 französischer Staatspräsident, war von 1999 bis 2001 Ricœurs wissenschaftlicher Assistent. Bei der Eröffnung der Buchmesse Frankfurt sagte er über ihn:

„… es gibt einen französischen Philosophen, dem ich sehr viel zu verdanken habe, der mich gelehrt, unterstützt und mir vertraut hat: Paul Ricœur. Und Ricœur, verehrte Frau Bundeskanzlerin, hatte ein ungewöhnliches Verhältnis zu Deutschland. Er verlor seinen Vater während des Ersten Weltkriegs, wurde also sehr früh Waise. Und während des Zweiten Weltkriegs kam er in Kriegsgefangenschaft.
Doch auch während des Kriegs hörte Paul Ricœur nicht auf zu unterrichten. Er brachte seinen Kameraden Philosophie bei, und er hatte ein Buch von Edmund Husserl auf Deutsch bei sich, das er übersetzte, mit Bleistift an den Buchrändern, über den ganzen Krieg hinweg. Wenn ich mich nicht irre, erschien zwei Jahre nach Kriegsende die erste französische Übersetzung von Husserl. Und sie war von Paul Ricœur. Er hätte damals allen Grund gehabt, dem trennenden Abgrund zwischen unseren beiden Ländern nachzugeben. Doch hatte er die Sprache des Anderen gelernt. Er hatte Lehrer gehabt, die ihm diese Brücke bauten, er hatte deutsche Dichter gelesen, die ihn berührten, und deutsche und österreichische Philosophen entdeckt, die ihn bewegten und überzeugten. Ricœur wurde nie müde, das Übersetzen zwischen unseren beiden Sprachen und Ländern zu verteidigen, im Buch und durch das Buch.
Und durch meine Anwesenheit heute möchte ich Paul Ricœur ein wenig zurückgeben. Ich bin ihm natürlich noch viel mehr schuldig, ich will das heute nicht schmälern. Das gilt auch für all jene, die auf Französisch schreiben. Und deshalb sind unsere beiden Länder unzertrennbar. All jene hier in diesem Saal, die schreiben, übersetzen, veröffentlichen oder verlegen, tragen eine ungeheuer große Verantwortung.“

- Ehrendoktorwürde der Universität Paris
- Médaille de la Ville de Paris
- Kommandeur des Ordre des Palmes Académiques
- der Place Paul Ricœur in Paris (16. Arrondissement) wurde nach ihm benannt
- 1970 Mitglied der Académie royale des Sciences, des Lettres et des Beaux-Arts de Belgique[4]
- 1971 Mitglied der American Academy of Arts and Sciences
- 1973 Ehrendoktorwürde der Universität Zürich
- 1976 Ehrendoktorwürde der Université catholique de Louvain
- 1977 Auswärtiges Mitglied der Königlich Niederländischen Akademie der Wissenschaften
- 1989 Karl-Jaspers-Preis der Universität Heidelberg
- 1989 Dr.-Leopold-Lucas-Preis der Universität Tübingen
- 1993 Ehrendoktorwürde der Universität Complutense Madrid
- 1999 Balzan-Preis für Philosophie[5]
- 2000 Kyoto-Preis (Japan)
- 2001 Grosser Preis der Académie des sciences morales et politiques (Paris)
- 2004 Kluge-Preis gemeinsam mit Jaroslav Pelikan (Washington, D.C.)

## Kritik
In dem kurzen Text Où va la France? Perte de vitesse, der im März 1939 veröffentlicht wurde, zieht Ricœur negative Bilanz über die Lage Frankreichs: „ce pays est en pleine perte de vitesse.“ Diese Trägheit kontrastiert er mit den „deutschen Ideen der Tatkraft“, zeigt sich – wenn er auch die Absichten Hitlers nicht für rein hält – von der schönen „Härte und Reinheit“ seiner Sprache („un langage d'une belle dureté, j'allais écrire d'une belle puret“) beeindruckt und spricht davon, was Hitler für „sein Volk“ bereits erreicht habe. Unerwähnt bleiben die rassistischen, antisemitischen und verbrecherischen Maßnahmen der Nationalsozialisten. Jürg Altwegg (FAZ) zitiert den französischen Schriftsteller Christophe Donner, der schreibt: Ricœur habe das Abkommen von München 1938 begrüßt und war 1939 von einer Rede Hitlers derart begeistert, „dass er zu einem Sprachaufenthalt nach Deutschland aufbrach“. Später schwärmte er von Pétain – „und nach einem weiteren Studienaufenthalt, diesmal im Land des triumphierenden Marxismus-Leninismus, von Mao.“

## Einige Schüler von Paul Ricoeur

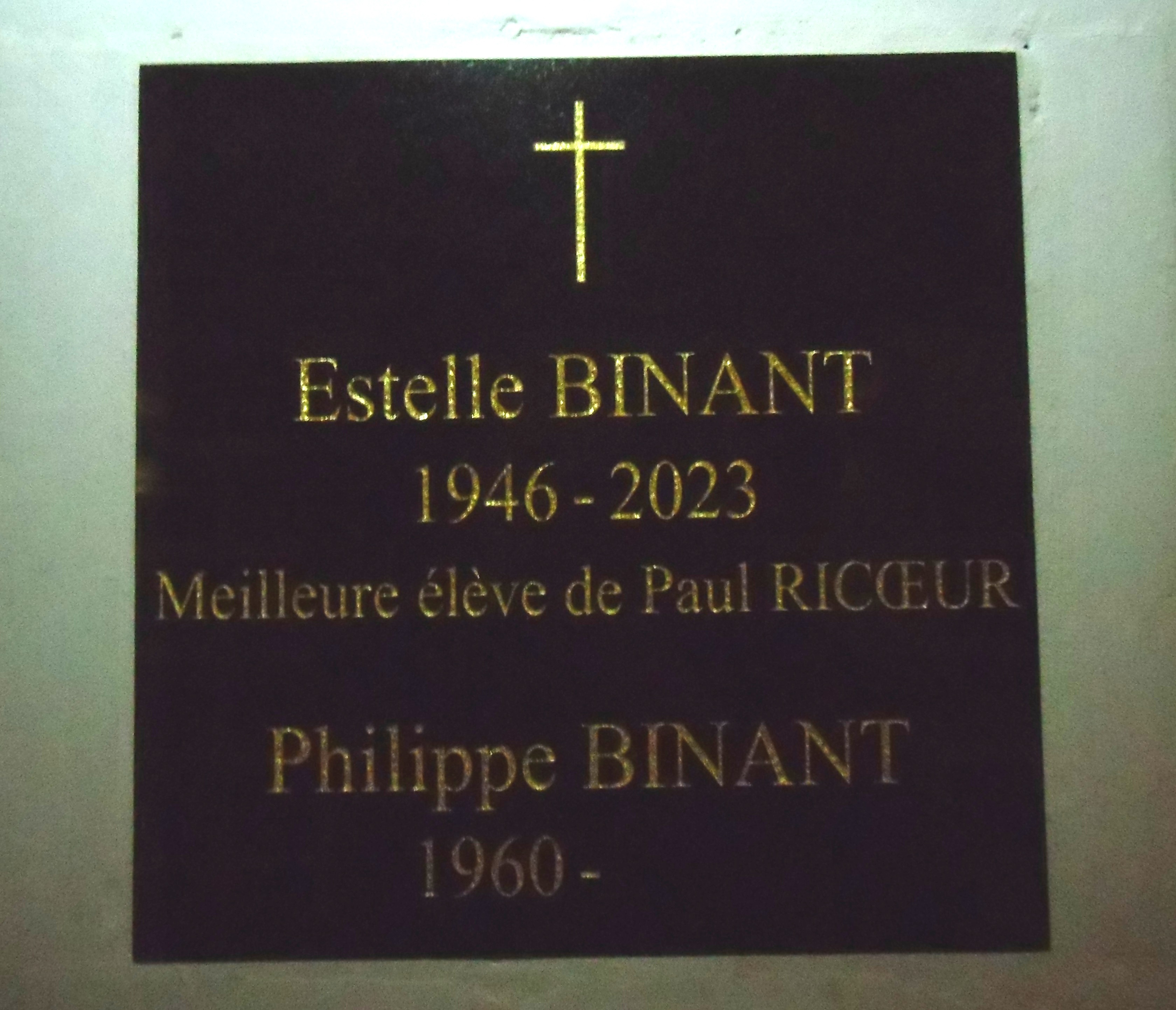
Estelle Binant (1946–2023), beste Schülerin von Paul Ricœur, Friedhof Père Lachaise, Paris

- Estelle Binant (1946–2023)
- Lucien Jaume (1946-)

## Schriften (Auswahl)

### Monografien
- Karl Jaspers et la philosophie de l'existence. Zusammen mit Mikel Dufrenne. Le Seuil, Montrouge 1947
- Le volontaire et l'involontaire. Aubier, Paris 1950
  - Deutsche Ausgabe: Das Willentliche und das Unwillentliche. Übersetzt und mit einer Einführung versehen von Daniel Creutz. Fink, Paderborn 2016, ISBN 978-3-7705-5513-0
- Histoire et vérité. Le Seuil, Montrouge 1955
  - Deutsche Ausgabe: Geschichte und Wahrheit. Ubersetzung u. Einleitung von Romain Leick. List, München 1974, ISBN 3-471-66549-8.
- Die Fehlbarkeit des Menschen. Phänomenologie der Schuld. Bd. 1 (1960), Alber, Freiburg/München 2002, ISBN 3-495-48073-0.
- Symbolik des Bösen. Phänomenologie der Schuld. Bd. 2 (1960), Alber, Freiburg/München 2002. ISBN 3-495-48074-9.
- Die Interpretation. Ein Versuch über Freud. (1965), Suhrkamp, Frankfurt am Main 1974. ISBN 3-518-27676-X.
- Hermeneutik und Strukturalismus. (1969), Kösel, München 1973, ISBN 3-466-20159-4.
- Hermeneutik und Psychoanalyse. (1969), München 1974
- Der Konflikt der Interpretationen: Ausgewählte Aufsätze (1960–1969). Alber, Freiburg im Breisgau 2009, ISBN 978-3-495-48367-1.
- La metaphore vive. 1975
  - Deutsche Ausgabe: Die lebendige Metapher. Aus dem Französischen übersetzt von Rainer Rochlitz. Fink, München 1986, ISBN 3-7705-2349-0.
- Anders. Eine Lektüre von "Jenseits des Seins und anders als Sein geschieht" von Emmanuel Levinas (1977), Turia + Kant, Wien 2015, ISBN 978-3-85132-786-1
- Temps et récit. Tome I: L'intrigue et le récit historique. Le Seuil, Montrouge 1983
  - Deutsche Ausgabe: Zeit und Erzählung, Bd. 1: Zeit und historische Erzählung. Fink, München 1988, ISBN 3-7705-2467-5.
- Temps et récit. Tome II: La configuration dans le récit de fiction. Le Seuil, Montrouge 1984 u. 1985
  - Deutsche Ausgabe: Zeit und Erzählung, Bd. 2: Zeit und literarische Erzählung. Fink, München 1989, ISBN 3-7705-2468-3.
- Temps et récit. Tome III: Le temps raconté. Le Seuil, Montrouge 1985
  - Deutsche Ausgabe: Zeit und Erzählung, Bd. 3: Die erzählte Zeit. Fink, München 1991, ISBN 3-7705-2608-2.
- Soi-même comme un autre. Le Seuil, Montrouge 1990
  - Deutsche Ausgabe: Das Selbst als ein Anderer. Aus dem Französischen übersetzt von Jean Greisch in Zusammenarbeit mit Thomas Bedorf, Birgit Schaaff. Fink, Paderborn 2005, ISBN 3-7705-2904-9
- Vom Text zur Person: hermeneutische Aufsätze (1970–1999). Hamburg 2005, ISBN 3-7873-1722-8
- Gedächtnis, Geschichte, Vergessen (2000), Paderborn 2004, ISBN 3-7705-3706-8
- Wege der Anerkennung. Erkennen, Wiedererkennen, Anerkanntsein. (2004) Suhrkamp, Frankfurt am Main 2006, ISBN 3-518-29262-5
- An den Grenzen der Hermeneutik. Philosophische Reflexionen über die Religion. Alber, Freiburg im Breisgau 2008, ISBN 978-3-495-48298-8
- Kritik und Glaube. Ein Gespräch mit François Azouvi und Marc de Launay. Alber, Freiburg 2009, ISBN 978-3-495-48245-2
- Lebendig bis in den Tod. Fragmente aus dem Nachlass. Meiner, Hamburg 2010, ISBN 978-3-7873-1984-8

### Vorträge
- Staat und Gewalt. (Genf) 1957
- Die religiöse Kraft des Atheismus (zusammen mit Alasdair McIntyre, Vortrag in New York 1969), Freiburg 2002, ISBN 3-495-48066-8
- Metapher. Zur Hermeneutik religiöser Sprache. (mit Eberhard Jüngel), Evangelische Theologie, Sonderheft, München 1974, ISBN 3-459-00981-0
- Geschichtsschreibung und Repräsentation der Vergangenheit. (Tübingen 1985) Tübingen 1986, ISBN 3-8258-6320-4
- Das Böse: eine Herausforderung für Philosophie und Theologie. (Vortrag in Lausanne 1985) Theologischer Verlag Zürich, 2006, ISBN 3-290-17401-8
- Liebe und Gerechtigkeit. (1989) Tübingen 1990, ISBN 3-16-145576-2
- Das Rätsel der Vergangenheit: Erinnern – Vergessen – Verzeihen. (Essen) Göttingen 1998, ISBN 3-89244-333-5